# Skinny Jeanz & a Mic
Skinny Jeanz and a Mic è l'album di debutto del duo rap statunitense New Boyz. È stato pubblicato il 15 settembre 2009, attraverso le etichette discografiche Shotty, Asylum e Warner Bros. Records. L'album è stato fortemente influenzato dalla musica jerkin' ed è stato citato come il sesto miglior album del 2009 dal The New York Times.. L'album è arrivato sino all'ottava posizione della classifica Billboard Top Rap Albums, alla dodicesima della Billboard Top R&B/Hip-Hop Albums ed alla cinquantaseiesima della U.S. Billboard 200.

## Tracce
1. Cricketz (featuring Tyga) - 3:25
2. You're a Jerk - 3:09
3. Dot Com - 3:30
4. Colorz - 3:55
5. Way 2 Many Chickz - 3:24
6. Turnt - 3:10
7. Bunz (featuring Kydd-SB) - 2:49
8. Cashmere - 3:05
9. So Dope - 3:00
10. Tie Me Down (featuring Ray J) - 2:58
11. New Girl (featuring D&D) - 3:30
12. No More (featuring O.N.E.) - 3:55
13. One Night - 3:20

Traccia bonus nell'edizione iTunes
1. Skinny Jeanz